# نيلوفر أتشيكالين
نيلوفر أتشيكالين (بالتركية: Nilüfer Açıkalın)‏ ( ولدت في عام 1967 في مدينة إسطنبول ) ممثلة مسرحية و سينمائية و كاتبة قصص تركية.
ولدت نيلوفر أتشيكالين في مدينة إسطنبول في عام 1967 ، وتعلمت فن المسرح و تخرجت منه بقسم المسرح بالمعهد الموسيقي للدولة بجامعة معمار سنان. و منذ عام 1987 مثلت نيلوفر أتشيكالين في المسرح و السينما وعلى شاشة التلفزيون.
كتبت الفنانة أربع كتب قصة تتألف من قصص قصيرة. كما أنها عملت لفترة ما في مسارح الدولة. و في عام 1987 تزوجت ببيكير أما في عام 1994 فقد تطلقت منه. وتزوجت بالمخرج أورهان أوغوز.

## الجوائز التي حازت عليها
•	جوائز أورهان أريبورنو الرابعة عشر، 2003 ، أفضل ممثلة مساعدة، غرفة الانتظار
•	جائزة صدري أليشيك، 2000 ، أفضل ممثلة، أطفال كارا كينتين

## كتبها
•	شفرة عداء، دار نشر جينداش، 1999 ، ISBN 975-308-099-9
•	المخلص الغامض، دار نشر شيفييازيلاري، 2002 ، ISBN 975-8663-15-1
•	ليست دمية للأطفال، دار نشر جينداش، 2000 ، ISBN 975-308-281-9
•	فقط ما يزول الإ القيم، دار نشر نحن + ، 2007 ، ISBN 9944-1-1402-2
•	عالم الأحبة اليائسين، دار نشر نحن + ، 2007 ،
•	الأوقات المفصومة، دار نشر نحن + ، 2007
•	قصص مضللة، دار نشر فينيكس، 2008

## فيلموجرافي
•	هايدي برا – 2010
•	ألم الماضي – 2009
•	أسرار الملائكة – 2008
•	نحن جميعاً أخوة – 2005
•	فنادق إسطنبول – 2005
•	غرفة الإتنظار – 2003
•	اللاهث – 2003
•	سحاب في الهواء – 2002
•	سيدات للإيجار – 2000
•	لن أحبه الآن – 2000
•	حلم بيوغلو – 2000
•	وداعاً – 1999
•	الحب الأول – 1991
•	حينما أنتظر المطر – 1992
•	العشاق المجانين – 1993
•	كان ينتظر البحر – 1996
•	الراقصة – 2000
•	الروح – 1999
•	أطفال مدينة كارا – 1999
•	هناك شخص في الظلام – 1998
•	الفارس وسنو وايت والخائن – 1996
•	السترة السحرية – 1996
•	تالاز – 1992
•	الجزيرة – 1988
•	العروس المرتبك – 1993
•	خمس أشخاص في مكان واحد – 1996
•	أخي جولشن – 1994
•	مسامرة الحريم – 1999
•	المطبخ السخي
•	الحب بأماكن متعددة – 1995

## بعض المسرحيات التي قامت ببطولتها
•	ستة أشخاص يبحثون عن مؤلف : لويجي بيرانديللو – مسرح الدولة بإسطنبول – 1988
•	دعم النشيد ( مسرح الأصدقاء )
•	خذ نفساً عميقاً ( ستوديو المسرح )
•	ثلاثة نساء محطمون ( tiyatrokare )

## وصلات خارجية
- نيلوفر أتشيكالين على موقع IMDb (الإنجليزية)
- نيلوفر أتشيكالين على موقع ميوزك برينز (الإنجليزية)
- نيلوفر أتشيكالين على موقع قاعدة بيانات الفيلم (الإنجليزية)

•	نيلوفر أتشيكالين في imdb
•	نيلوفر أتشيكالين في السينما التركية